# Уазмон (кантон)
Уазмон (фр. Oisemont) — упраздненный кантон во Франции, регион Пикардия, департамент Сомма. С 1989 года входил в состав округа Абвиль, до это времени входил в состав округа Амьен
В состав кантона входили коммуны (население по данным Национального института статистики за 2009 г.):
- Авен-Шоссуа (67 чел.)
- Анденвиль (227 чел.)
- Бермениль (241 чел.)
- Вержи (190 чел.)
- Вильруа (210 чел.)
- Вуарель (38 чел.)
- Каннесьер (81 чел.)
- Ле-Мази (101 чел.)
- Линьер-ан-Вимё (111 чел.)
- Муфльер (93 чел.)
- Невиль-Коппгель (588 чел.)
- Невиль-о-Буа (176 чел.)
- Нелетт (91 чел.)
- Нель-л'Опиталь (179 чел.)
- Оматр (207 чел.)
- Сен-Леже-сюр-Брель (83 чел.)
- Сен-Мольви (257 чел.)
- Сен-Обен-Ривьер (116 чел.)
- Сенарпон (684 чел.)
- Уазмон (1 214 чел.)
- Фонтен-ле-Сек (141 чел.)
- Форсвиль-ан-Вимё (271 чел.)
- Френ-Тийолуа (158 чел.)
- Френевиль (112 чел.)
- Френуа-Анденвиль (93 чел.)
- Фреттквисс (72 чел.)
- Фукокур-Ор-Нель (75 чел.)
- Экур-Крокуазон (115 чел.)
- Энваль-Буарон (92 чел.)
- Эпомениль (120 чел.)
- Этрежу (45 чел.)

## Экономика
Структура занятости населения:
- сельское хозяйство — 11,7 %
- промышленность — 21,3 %
- строительство — 5,3 %
- торговля, транспорт и сфера услуг — 35,2 %
- государственные и муниципальные службы — 26,5 %

## Политика
На президентских выборах 2012 г. жители кантона отдали в 1-м туре Франсуа Олланду 27,5 % голосов против 26,6 % у Марин Ле Пен и 24,8 % у Николя Саркози, во 2-м туре в кантоне победил Олланд, получивший 54,5 % голосов (2007 г. 1 тур: Саркози — 27,2 %, Сеголен Руаяль — 24,6 %; 2 тур: Саркози — 50,4 %). На выборах в Национальное собрание в 2012 г. по 3-му избирательному округу департамента Сомма жители кантона поддержали действовавшего депутата и своего земляка, кандидата партии Союз за народное движение Жерома Биньона, набравшего 41,6 % голосов в 1-м туре и 53,9 % - во 2-м туре. На региональных выборах 2010 года в 1-м туре победил список «правых», собравший 28,3 % голосов против 24,8 % у списка социалистов. Во 2-м туре «левый список» с участием социалистов и «зелёных» во главе с Президентом регионального совета Пикардии Клодом Жеверком получил 45,3 % голосов, «правый» список во главе с мэром Бове Каролин Кайё занял второе место с 34,2 %, а Национальный фронт с 20,5 % финишировал третьим.
|  | Кандидат           | Партия                    | % голосов |
|  | ------------------ | ------------------------- | --------- |
|  | Жером Биньон       | Союз за народное движение | 53,02     |
|  | Раймон Брозниовски | Социалистическая партия   | 22,00     |
|  | Мишель Киньон      | Прочие левые              | 17,88     |
|  | Абделькадер Шерфи  | Национальный фронт        | 7,10      |